# Utux
Utux（泰雅語群：Lyutux、Rutux、Utux），是泛泰雅族群（泰雅族、太魯閣族、賽德克族）一元論信仰中，共同信奉的無形神靈，亦稱偉大的神靈（Hopa na Utux）、至高至大的神靈（Mrhuw Utux、Utux Mrhuw）、編織的神（Tminun na Utux kayal）、獨一的神靈（Spiyang Utux）或天空之上的那位父親（Yaba Utux Kayal，天父上主）。

## 描述
Utux是世間一切的超自然存在，它的存在其實涵蓋了所有的生靈、神靈（神）、亡靈（祖先，未成為祖靈的鬼）和祖，有須要加以區分的時候，會稱之為「善靈」或「惡靈」，如果要指定某個特定的祖靈，就在Utux後面加上祖先的名字 。
至高的（Lyutux、Rutux、Utux）與靈（lyutux、rutux、utux）是不同的意思。

## 各族的Utux稱呼

### 泰雅族
Utux（或稱liyutux）既是一切靈的統稱，也是「自有擁有的靈」。泰雅族人心中只有一個Utux，亦是世上所有人的Utux，沒有山神、河神等區別。名詞「Utux」的定義沒有神、鬼之分。若要區分，可分為Utux blaq（善靈）與Utux yaqih（惡靈），其中Utux yaqih是由惡死者所變成。
泰雅族的Rutux包括死後的鬼魂、祖靈，自然物的精靈等，但其中也有原來就是Rutux的存在。是一種無形的超自然力量。泰雅人治病、消災祈福時，都會祈求Rutux的保佑。
- 祖靈或祖先的靈（Utux mrhu raral或Utux-kinbkaisan）[4]。
  - 南澳番認為Utux是『靈魂（lalu' na ima、Utux na）、鬼魂、精靈』，而Rutux則是指那位無形且唯一的存在[1]。

### 太魯閣族
- Utux：一個集合體的神靈泛稱[4]:78，基督教化以後則有了「Utux baraw（上方之神）」的概念。
- Utux rudan：祖靈。
- Utux pntcingan：與祖先有冤仇的亡靈。
- Utux tndxgal：生前曾在這土地上生活的亡靈。
- 個人的Utux：靈魂、影子（Utux）、脈搏（Utux baga）、運氣。
- 和黑巫（Mbuni）相關的Utux：惡靈，來源不明。

太魯閣族對於善靈和惡靈的觀念模糊不清，唯一公認的惡靈僅有與黑巫（Mbuni）相關的Utux:74，且惡死者是因遭遇厄運而死亡，因此不會成為惡靈。

### 賽德克族
- Utux：至高無上且唯一的，是創造天地的神[5] 。
- Utux Kayal：是至高無上的神靈，祂不具人性，故為神判的執行者。

Utux Tminu：是編織命運和生命的神靈，且所編織的命運是絕對的。
Kayal和Tminu僅是Utux的其中一個面相。
- Utux：是神、是靈魂，也是妖怪，為永不滅的存在，其中又可分為善靈及惡靈。且與泰雅族相同，認為惡死者將會成為惡靈。
- Hakaw Utux（彩虹橋）：其橋頭的螃蟹為祖靈所變幻而成的Utux（或跌落橋下被螃蟹所吞噬）。
- Utux Kalan：審判之靈，彩虹橋的守護者。
- Utux Rudan：為已過世的年長親友的靈。

## 延伸閱讀
- 李亦園主編，《南澳的泰雅人：民族學田野調查與研究 （页面存档备份，存于）》，台北：中研院民族學研究所，1963。

- 施翠峰著，《施翠峰著台灣原始宗教與神話》，臺北市：史博館編譯組，2000。
- 達西烏拉彎‧畢馬著，《台灣的原住民─泰雅族》，臺北市：臺原，2001。

## 外部連結
- 泰雅族Utux信仰 （页面存档备份，存于）